# Pomeni imen asteroidov: 130001–140000
Pregled pomenov imen asteroidov (malih planetov) od številke 130.001 do 140.000, ki jim je Središče za male planete dodelilo številko in so pozneje dobili tudi uradno ime  v skladu z dogovorjenim načinom imenovanja. Pregled je preverjen z Schmadelovim “Slovarjem imen malih planetov” (“Dictionary of Minor Planet Names”). 
Pregled pojasnjuje izvor oziroma pomen imen asteroidov, ki ga je priznala Mednarodna astronomska zveza (IAU). Nekateri asteroidi imajo imajo dodatno pojasnilo o izvoru imena, ki pa vedno ni popolnoma zanesljivo (oznaka “†” ali “‡“).
| Ime                                                | Začasna oznaka  | Izvor imena |
| 130.001–131.000                                    | 130.001–131.000 | 130.001–131.000 |
| -------------------------------------------------- | --------------- | --- |
| V tem območju številk še ni imenovanih asteroidov. |                 | |
| 130001–130100                                      |                 | |
| 130101–130200                                      |                 | |
| 130201–130300                                      |                 | |
| 130301–130400                                      |                 | |
| 130401–130500                                      |                 | |
| 130501–130600                                      |                 | |
| 130601–130700                                      |                 | |
| 130701–130800                                      |                 | |
| 130801–130900                                      |                 | |
| 130901–131000                                      |                 | |
| 131.001–132.000                                    |                 | |
| 131001–131100                                      |                 | |
| 131101–131200                                      |                 | |
| 131186 Pauluckas                                   | 2001 DS         | Paul Luckas, avstralski ljubiteljski astronom, «lovec» na supernove in asteroide † |
| 131201–131300                                      |                 | |
| 131245 Bakich                                      | 2001 FF1        | Michael E. Bakich, ameriški zgodovinar astronomije in izdajatelj revije Astronomy † |
| 131301–131400                                      |                 | |
| 131401–131500                                      |                 | |
| 131501–131600                                      |                 | |
| 131601–131700                                      |                 | |
| 131701–131800                                      |                 | |
| 131762 Csonka                                      | 2002 AD11       | János Csonka (1852 – 1939), madžarski inženir, skupaj z Donátom Bánkijem je soizumitelj uplinjača (ta asteroid je bil odkrit ob 150. obletnici njegovega rojstva) †                                                                                              |
| 131763 Donátbánki                                  | 2002 AJ11       | Donát Bánki (1859 – 1922), madžarski inženir strojništva, skupaj z Jánosom Csonko je leta 1893 izumil uplinjač † |
| 131801–131900                                      |                 | |
| 131901–132000                                      |                 | |
| 132.001–133.000                                    |                 | |
| 132001–132100                                      |                 | |
| 132101–132200                                      |                 | |
| 132201–132300                                      |                 | |
| 132301–132400                                      |                 | |
| 132401–132500                                      |                 | |
| 132445 Gaertner                                    | 2002 GD178      | Christian Gaertner (1705 – 1782), nemški rokodelec (izdelovalec teleskopov), trgovec in ljubiteljski astronom ter popularizator astronomije † |
| 132501–132600                                      |                 | |
| 132524 APL                                         | 2002 JF56       | kratica za Laboratorij za uporabno fiziko Johns Hopkins (Johns Hopkins Applied Physics Laboratory ali APL), ki je sodeloval pri razvoju mnogih vesoljskih misij, vključno z misijo NEAR Shoemaker †                                                              |
| 132601–132700                                      |                 | |
| 132661 Carlbaeker                                  | 2002 LO60       | Carl Wilhelm Baeker, 19th century nemški izdelovalec ur in ljubiteljski astronom, odkritelj in soodkritelj šestih kometov † |
| 132701–132800                                      |                 | |
| 132718 Kemény                                      | 2002 ON27       | John George Kemeny (Kemény János György) (1926 – 1992), na Madžarskem rojen ameriški matematik, sorazvijalec programskega jezika BASIC † |
| 132719 Lambey                                      | 2002 PF         | Bernard Lambey, francoski popularizator astronomije, soustanovitelj Astronomske družbe Montpellier (Société astronomique de Montpellier) † |
| 132792 Scottsmith                                  | 2002 PB152      | P. Scott Smith, ameriški učitelj fizike, ki je navdušil odkritelja, da je postal astronom † |
| 132798 Kürti                                       | 2002 PU167      | Stefan Kürti, slovaški ljubiteljski astronom in odkritelj asteroida † |
| 132801–132900                                      |                 | |
| 132820 Miskotte                                    | 2002 QX65       | Koen Miskotte, nizozemski slaščičar in ljubiteljski astronom, aktivno je deloval v Nizozemski družbi za meteorje † |
| 132825 Shizu-Mao                                   | 2002 QT85       | Je Mao (1231 – 1322), kitajski vrhovni uradnik v pokrajini Zibei (danes je to mesto Venčang), Šicu (Shizu) pomeni "davni prednik" in tako Ji Mao velja za prednika odkritelja †                                                                                  |
| 132874 Latinovits                                  | 2002 RV118      | Zoltán Latinovits (1931 – 1976), madžarski igralec (asteroid je bil odkrit na njegov 71. rojstni dan) † |
| 132901–133000                                      |                 | |
| 133.001–134.000                                    |                 | |
| 133001–133100                                      |                 | |
| 133101–133200                                      |                 | |
| 133201–133300                                      |                 | |
| 133250 Rubik                                       | 2003 RK8        | Ernő Rubik (rojen 1944), madžarski izumitelj, kipar in arhitekt, mednarodno priznan zaradi izdelave mehaničnih ugank (najbolj znane so Rubikova kocka, Rubikova plošča in Rubikova kača) †                                                                       |
| 133280 Bryleen                                     | 2003 SM17       | Bryan in Eileen, sin in hčerka odkritelja † |
| 133293 Andrushivka                                 | 2003 SA33       | Astronomski observatorij Andrušivka, Žitomir, Ukrajina, kraj odkritja prvega odkriteljevega asteroida † |
| 133296 Federicotosi                                | 2003 SE36       | Federico Tosi, italijanski astronom in vesoljski strokovnjak † |
| 133301–133400                                      |                 | |
| 133401–133500                                      |                 | |
| 133404 Morogues                                    | 2003 SS170      | občina Morogues, departma Cher, Francija, ki je znana po svojem belem vinu "appellation Menetou-Salon" in po tem., da je bil tukaj tudi vrh v trikotniku, ki ga je uporabljal Jean Baptiste Joseph Delambre (1749 – 1822) v letu 1795 za določanje poldnevnika † |
| 133501–133600                                      |                 | |
| 133527 Fredearly                                   | 2003 TZ         | Frederick in Pearl Young, stara starša odkritelja (po očetu) † |
| 133528 Ceragioli                                   | 2003 TC2        | Roger Ceragioli (rojen 1959), ameriški optik in izdelovalec teleskopov (prvotno je bil dijak klasičnih študij s poudarkom na grški astronomiji) † |
| 133552 Itting-Enke                                 | 2003 UJ4        | Sonja Itting-Enke (rojen 1930), namibijski ustanovitelj Spominskega observatorija Cuno Hoffmeister (Cuno Hoffmeister Memorial Observatory) blizu Windhoeka in vzgojitelj †                                                                                       |
| 133601–133700                                      |                 | |
| 133701–133800                                      |                 | |
| 133753 Teresamullen                                | 2003 WU25       | Teresa Mullen, ameriška članica Astronomskega kluba Huachuca (Huachuca Astronomy Club ) v Sierri Visti, Arizona in žena podpredsednika Keitha Mullena (glej 159827 Keithmullen) †                                                                                |
| 133801–133900                                      |                 | |
| 133901–134000                                      |                 | |
| 134.001–135.000                                    |                 | |
| 134001–134100                                      |                 | |
| 134101–134200                                      |                 | |
| 134124 Subirachs                                   | 2005 AM         | Josep Maria Subirachs(rojen 1927), katalonski kipar in slikar † |
| 134160 Pluis                                       | 2005 BE3        | Pluis, vzdevek Aine Vandenabeeleje, odkriteljeve načakinje, ki je umrla zaradi levkemije pri starosti 6 mesecev (asteroid je imenovan v čast vseh otrok z rakom) †                                                                                               |
| 134201–134300                                      |                 | |
| 134244 De Young                                    | 2006 AA4        | Mike De Young, ameriški učitelj, ki je učil na šoli Rehoboth Christian School in je vodil šolski observatorij † |
| 134301–134400                                      |                 | |
| 134329 Cycnos                                      | 2377 T-3        | Kiknos (Cycnos), zaveznik Priama, sin Pozejdona z nimfo, zadavil ga je Ahil † |
| 134340 Pluton                                      | —               | Pluton, rimski bog podzemlja, podoben bog pri Grkih je bil Had (glej tudi (134340) Pluton I Haron, (134340) Pluton II Niks in (134340) Pluton III Hidra) |
| 134348 Klemperer                                   | 1992 UX9        | Victor Klemperer, nemški sin rabina, ki je od leta 1933 dalje pisal dnevnik med nacistično tiranijo † |
| 134401–134500                                      |                 | |
| 134501–134600                                      |                 | |
| 134601–134700                                      |                 | |
| 134701–134800                                      |                 | |
| 134801–134900                                      |                 | |
| 134901–135000                                      |                 | |
| 135.001–136.000                                    |                 | |
| 135001–135100                                      |                 | |
| 135069 Gagnereau                                   | 2001 PV28       | Éric Gagnereau, francoski popularizator astronomije, soustanovitelj Astronomske družbe Montpellier (Société astronomique de Montpellier) in Observatorija Pises (Observatoire des Pises) †                                                                       |
| 135101–135200                                      |                 | |
| 135201–135300                                      |                 | |
| 135268 Haigneré                                    | 2001 SX115      | Claudie in Jean-Pierre Haigneré, francoska astronavta (Claudie je bil rojen v kraju Le Creusot, kjer je bil asteroid odkrit) † |
| 135301–135400                                      |                 | |
| 135401–135500                                      |                 | |
| 135501–135600                                      |                 | |
| 135561 Tautvaisiene                                | 2002 FK5        | Gražina Tautvaišienė, litvanskiastronom, predstojnik Inštitut za teoretično fiziko in astronomijo (Teorinės fizikos ir astronomijos institutas) v Vilni † |
| 135601–135700                                      |                 | |
| 135701–135800                                      |                 | |
| 135801–135900                                      |                 | |
| 135901–136000                                      |                 | |
| 136.001–137.000                                    |                 | |
| 136001–136100                                      |                 | |
| 136101–136200                                      |                 | |
| 136108 Haumea                                      | 2003 EL61       | Haumea, havajska boginja rojstva otrok in plodnosti, njeni dve hčerki sta bili Hi'iaka in Namaka † ‡ |
| 136199 Erida                                       | 2003 UB313      | Erida, boginja nesoglasja, † ‡ +, njena hčerka je bila Disnomija (grško Δυσνομία, "nezakonitost") ((136199) Eris I Disnomija) ∙ |
| 136201–136300                                      |                 | |
| 136301–136400                                      |                 | |
| 136401–136500                                      |                 | |
| 136472 Makemake                                    | 2005 FY9        | Makemake, božanstvo stvarjenja ljudstva na Velikonočnem otoku, odkritelji so ga prvotno imenovali "Velikonočni zajček" † ‡ |
| 136501–136600                                      |                 | |
| 136557 Neleus                                      | 5214 T-2        | Nelej (Neleus), soprog Kloride in oče Nestorja † |
| 136601–136700                                      |                 | |
| 136701–136800                                      |                 | |
| 136801–136900                                      |                 | |
| 136818 Selqet                                      | 1997 MW1        | Selqet (tudi Serket), staroegipčanska boginja magije, zaščitnica ostalih bogov pred uničevalci † |
| 136901–137000                                      |                 | |
| 137.001–138.000                                    |                 | |
| V tem območju številk še ni imenovanih asteroidov. |                 | |
| 137001–137100                                      |                 | |
| 137101–137200                                      |                 | |
| 137201–137300                                      |                 | |
| 137301–137400                                      |                 | |
| 137401–137500                                      |                 | |
| 137501–137600                                      |                 | |
| 137601–137700                                      |                 | |
| 137701–137800                                      |                 | |
| 137801–137900                                      |                 | |
| 137901–138000                                      |                 | |
| 138.001–139.000                                    |                 | |
| V tem območju številk še ni imenovanih asteroidov. |                 | |
| 138001–138100                                      |                 | |
| 138101–138200                                      |                 | |
| 138201–138300                                      |                 | |
| 138301–138400                                      |                 | |
| 138401–138500                                      |                 | |
| 138501–138600                                      |                 | |
| 138601–138700                                      |                 | |
| 138701–138800                                      |                 | |
| 138801–138900                                      |                 | |
| 138901–139000                                      |                 | |
| 139.001–140.000                                    |                 | |
| 139001–139100                                      |                 | |
| 139028 Haynald                                     | 2001 DL89       | Lajos Haynald (1816 – 1891), madžarski kardinal in nadškof, botanik in zagovornik znanosti, ki je zgradil Astronomski observatorij (Haynald Obszervatórium) v mestu Kalocsa †                                                                                    |
| 139101–139200                                      |                 | |
| 139201–139300                                      |                 | |
| 139301–139400                                      |                 | |
| 139401–139500                                      |                 | |
| 139501–139600                                      |                 | |
| 139601–139700                                      |                 | |
| 139701–139800                                      |                 | |
| 139801–139900                                      |                 | |
| 139901–140000                                      |                 | |